# 조프레 콩도비아
조프레 콩도비아(프랑스어: Geoffrey Kondogbia, 1993년 2월 15일 ~ )는 프랑스 출신 중앙아프리카 공화국의 프로 축구 선수로, 현재 마르세유에서 수비형 미드필더로 활약하고 있다. 그는 또한 센터백이나 레프트 백으로도 기용 가능하다.
그는 랑스에서 현역 데뷔하였고, 이후 그는 19세때 세비야로 이적하였다.
콩도비아는 프랑스 청소년 국가대표팀의 모든 연령대를 통틀어 57번 출장하였다. 2013년, 그는 성인 국가대표팀 신고식을 치렀다.

## 클럽 경력

### 랑스
콩도비아는 센에마른주 네무르의 중앙아프리카계 혈통의 가정에서 출생하였고, 11세때 랑스의 유소년팀에 합류하였다. 2010년 4월 11일, 그는 4년짜리 계약서에 서명하여 처음으로 프로 계약을 맺었다. 11월 21일, 그는 리옹전에서 교체로 나와 리그 1 첫 경기를 소화하였다.
콩도비아는 피와 황금군단 (Sang et Or) 이 강등당하면서 2011-12 시즌을 리그 2에서 보냈다. 그는 랑스 소속으로 기록한 단 한골을 2012년 4월 13일자 투르전에서 기록하였고, 그의 선제골에 힘입어 팀은 3-0으로 승리했다.

### 세비야
2012년 7월 24일, 콩도비아는 스페인 클럽 세비야와 €3M으로 추측되는 비공개 이적료에 계약하였다. 그의 라 리가 데뷔전은 9월 15일, 에스타디오 라몬 산체스 피스후안에서 열린 전 시즌 우승팀 레알 마드리드와의 경기로, 이 경기에서 결승골을 득점한 피오트르 트로호프스키와 82분에 교체 투입되었고, 경기는 1-0 승리로 끝났다. 이듬해인 2013년 1월 28일, 그는 안달루시아 연고의 팀을 소속으로 첫 골을 득점하였는데, 상대는 그라나다로 팀은 이 더비 홈경기에서 3-0 완승을 거두었다.
2013년 2월 27일, 나중에 우승을 차지할 아틀레티코 마드리드와의 코파 델 레이 4강 2차전에서 콩도비아는 레드카드를 받았고, 소속팀은 9명으로 홈에서 2-2로 비겼고, 합계 3-4 패배를 당했다.

### 모나코
2013년 8월 31일, 콩도비아는 모국으로 복귀해 승격팀 모나코와 $26.8M 규모의 이적료에 5년 계약을 체결하였다. 그는 첫 시즌에 26경기 출전 1골을 기록하였고, 소속팀이 준우승을 차지해 10년만에 UEFA 챔피언스리그에 복귀할 수 있도록 도왔다.
2015년 2월 25일, 아스널과의 챔피언스리그 16강 1차전에서, 콩도비아는 선제골을 기록하여 3-1 승리를 견인하였다.

### 인테르나치오날레
2015년 6월 22일, 인테르나치오날레는 3,500만 유로의 이적료로 콩도비아와 5년 계약을 했다.

### 발렌시아
2017년 8월 21일 발렌시아는 콩도비아와 1년 임대 계약을 했다. 또한 완전 이적 옵션이 포함됐다. 주앙 칸셀루는 이 거래의 일환으로 인테르나치오날레로 향했다.
2018년 5월 24일 발렌시아는 콩도비아의 완전 이적 옵션을 행사했다.

### 아틀레티코 마드리드
2020년 11월 3일 아틀레티코 마드리드는 콩도비아와 4년 계약을 했다.

## 국가대표팀 경력
콩도비아는 터키에서 열린 2013년 FIFA U-20 월드컵을 앞두고 프랑스 국가대표팀에 소집되었다. 6월 21일, 가나와의 조별 리그 1차전 경기에서 그는 선제골을 기록해 아프리카 팀을 3-1로 격파할 수 있도록 도왔고, 몇 매체들로부터 전체적인 활약상에 대해 찬사를 받아 "맨 오브 더 매치"로 선정되었다. 그는 개최국 터키와의 16강전에서 상대로 대회 2호골을 뽑아내어, 팀의 4-1 승리를 거들었다. 이후의 경기도 출전하면서 프랑스가 처음으로 U-20 월드컵을 우승하는데 기여를 했다.
콩도비아는 2013년 8월 14일, 고작 20세의 나이에 벨기에와의 성인 국가대표팀 친선경기에 63분을 출전하였고, 경기는 0-0으로 종료되었다.

## 사생활
조프리의 형 에방스도 축구 선수이다. 그는 현역 생활 대부분을 벨기에에서 보냈고, 국제 무대에서 중앙아프리카 공화국을 대표했다.